# 前田利為
前田 利為（まえだ としなり、1885年〈明治18年〉6月5日 - 1942年〈昭和17年〉9月5日）は、日本の華族、陸軍軍人。陸士17期・陸大23期恩賜。最終階級は陸軍大将。旧加賀藩前田家第16代当主。位階・勲等・爵位は正二位勲一等侯爵。

## 経歴
旧七日市藩知藩事・前田利昭子爵の五男として生まれる。初名は茂。1900年（明治33年）1月、前田宗家第15代当主の前田利嗣侯爵の婿養子となり、6月13日に家督を相続する。1910年（明治43年）6月4日、満25歳に達し貴族院侯爵議員に就任。1916年（大正5年）11月5日、藍綬褒章を受章。1926年（大正15年）に公益法人育徳財団（後の前田育徳会）を設立した。
先妻は15代当主前田利嗣の長女・前田漾子（なみこ、夫と同行したヨーロッパ滞在中に病没）。後妻は伯爵・酒井忠興の次女・菊子。ちなみに菊子は久邇宮朝融王に理由不明のまま一方的に婚約を破棄されたという経歴を持つ。子女は、漾子との間に前田利建（長男、第17代当主）、利国。菊子との間に酒井美意子（長女、従兄の酒井忠元夫人）、瑶子（次女、セミ・バラン夫人）、前田利弘（三男、子爵大聖寺藩主家を相続）、彌々子。
陸軍将校を志し、学習院を経て、1905年（明治38年）3月に陸軍士官学校（17期）を卒業し、歩兵将校となる。近衛歩兵第4連隊附。陸士17期の同期生には東條英機がいる。
1911年（明治44年）11月29日 、陸軍大学校（23期）を卒業し、成績優等（3位）により恩賜の軍刀を拝受。1913年（大正2年）ドイツに私費留学、その後、イギリスに渡る。
1923年（大正12年）8月7日、近衛歩兵第4連隊大隊長に就任。1927年（昭和2年）7月26日から1930年（昭和5年）8月1日まで駐英大使館附武官となる。その後、近衛歩兵第2連隊長となる。1933年（昭和8年）3月に陸軍少将に進級すると同時に陸大教官。同年8月、歩兵第2旅団長。1935年（昭和10年）3月、 参謀本部第四部長。1936年（昭和11年）8月、陸大校長。同年12月、陸軍中将に進級した。
1935年（昭和10年）1月24日、歌会始への奉仕を行う。
1937年（昭和12年）8月、第8師団長に親補される。1938年（昭和13年）12月に参謀本部付となり、翌1939年（昭和14年）1月に予備役に編入された。
1942年（昭和17年）4月、召集されてボルネオ守備軍司令官に親補される。同年9月5日 、ボルネオ沖で搭乗機が消息を絶った。後に乗機の残骸と利為の遺体が発見されたが、利為の搭乗機の遭難原因は判明しなかった。佩用していた名刀「陀羅尼勝国」はくの字に曲がっていたという。正二位に叙され、陸軍大将に親任される。
当初、利為の死は「陣歿」（殉職）と発表された。戦時においても軍人の事故による死亡は「陣歿」の取り扱いであった（例：古賀峯一）。
当時の相続税法第7条は「戦死又は戦病死による相続の場合には相続税を課さない」となっており、巨額の資産を持つ前田家にとって利為の死が「戦死」と「陣歿」のどちらの扱いとなるかは大問題であった。小田部雄次は、その著書の中で、利為はかねてから東条英機と折り合いが悪かったため、相続税を目当てに故意に陣歿扱いにされたのではないかと帝国議会で取り上げられ、河田烈蔵相が「陸軍のお指図次第」と答弁して利為の死は「戦死」の取り扱いに変更され、前田家は相続税を課されることを免れたとしている。また半藤一利は、帝国議会の決議により「戦地ニ於ケル公務死ハ戦死ナリ」との帝国議会の決議により相続税が課されなかったとする。両者の著作はいずれも参考文献の記載がなく、また帝国議会における答弁や決議の日付もないために検証が困難である。ただし河田烈蔵相は、第2次近衛内閣の蔵相で、その在任は1940年（昭和15年）7月22日から1941年（昭和16年）7月18日であるから、時期的にありえないことになる。問題が議論されたときの蔵相は、賀屋興宣である。

## 人物・逸話
陸士で同期でありながら、利為より4年遅れで陸大を卒業した東條英機とはそりが合わず、利為が東條を「頭が悪く、先の見えない男」と批評し、東條が利為を「世間知らずのお殿様」と揶揄する間柄であった。利為は首相になった東條を「宰相の器ではない。あれでは国を滅ぼす」と危ぶんでいた。
利為の戦死後、葬儀委員長は東部軍司令官中村孝太郎大将、副委員長は参謀次長田辺盛武中将と陸軍省軍務局長佐藤賢了少将（すべて石川県出身）。参列者は、林銑十郎、阿部信行、小栗大将、氏家中将、伍堂中将らの旧加賀藩士。弔辞は生前互いに反目し合っていた東條が読んだ。「英機、君ト竹馬ノ友タリ。陸軍士官学校ニ於テハ、寝食ヲ同シ、日露ノ役ニ於テハ、同一旅団ニ死生ヲ共ニセリ。爾来、星霜四十年、相携ヘテ軍務ニ鞅掌シ、交情常ニ渝ハルコトナク、互、許スニ信ヲ以テシ、巨星南溟ニ墜チテ再タ還ラズ。哀痛何ンゾ譬ヘン。英機、君ノ声咳ニ接スルコト長ク、今、霊位ニ咫尺シテ猶生クルガ如キ……」と、ここまで読み上げた後、東條は慟哭し絶句したという。
剣道家中山博道（有信館）の高弟である羽賀準一は、1932年（昭和7年）頃から武道家（合気道家）の植芝盛平の道場に数えきれないほどの回数訪問していた。

## ゆかりの地

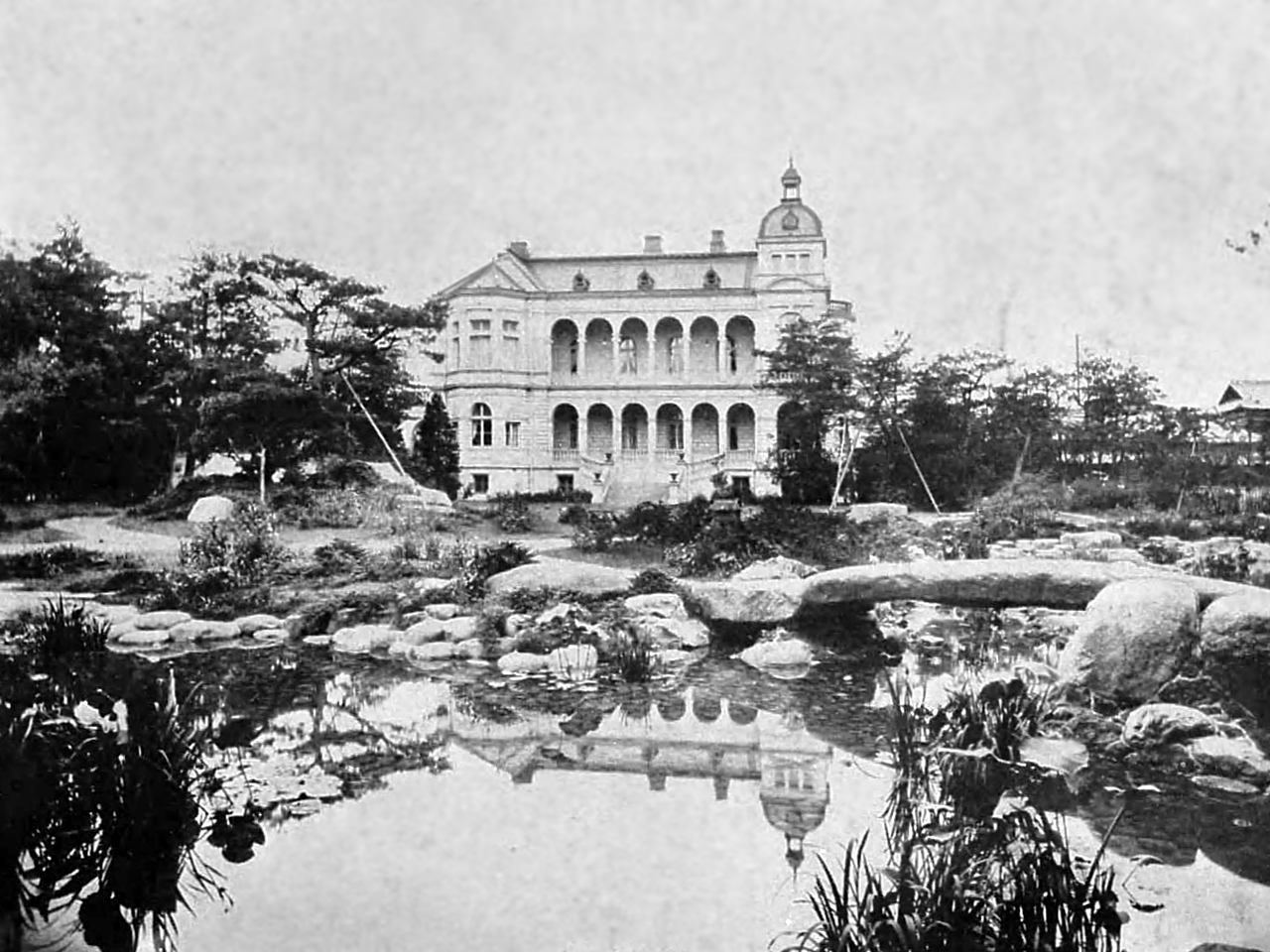
前田侯爵邸西洋館（現存せず）とその庭園、1911年撮影

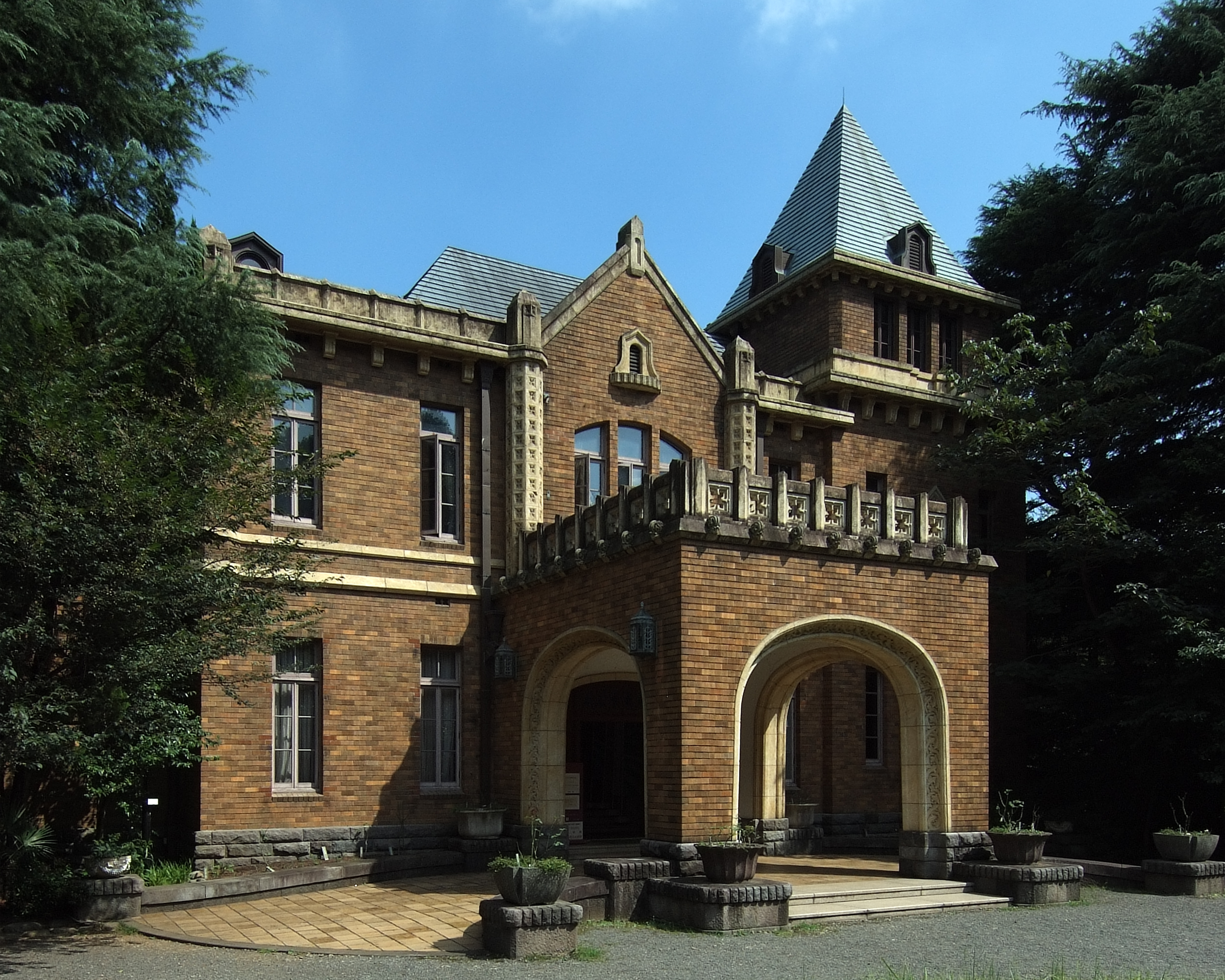
前田侯爵家駒場本邸

利為は相続により、現在の東大本郷キャンパスの南西部（現在の東大総合研究博物館・東洋文化研究所付近）に壮大な敷地（旧加賀藩邸の敷地の一部）を所有し、天皇を迎えるため当地に和館（1905年（明治38年））、洋館（1907年（明治40年））を造営していた。1926年、利為はこれらの敷地・邸宅を東京帝国大学（当時）に譲渡し、それと引き換えに当時東京帝大農学部が所在していた駒場校地の一部を取得、ここに邸宅を新築した。同時に、隣地に前田育徳会の本部を設立している。1965年には同敷地内に日本近代文学館の建物の建設も始められた（開館は1967年）。駒場本邸は、駒場公園内に現存している。
なお、本郷の旧邸（和館・洋館）は東大の迎賓館「懐徳館」としてしばらく使用されたが、1945年（昭和20年）の東京大空襲により全壊・全焼した（瓦礫となった旧構の一部は本郷キャンパスの一角に保存されている）。前田家の庭師であった伊藤彦右衛門が1910年（明治43年）に作庭した懐徳館庭園は作庭当時の風景を現代に継承しており、2015年に国の名勝に指定された。

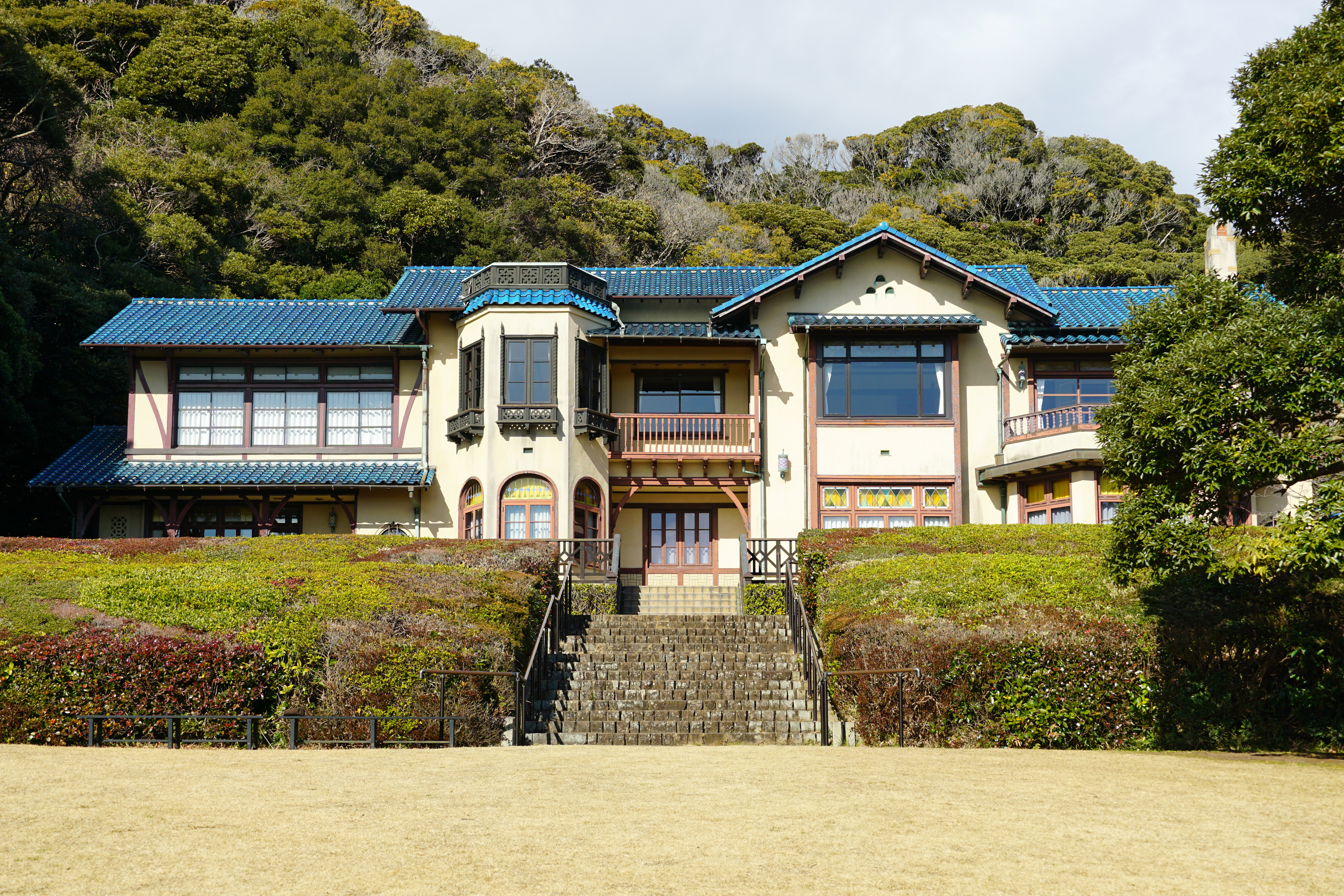
前田侯爵家鎌倉別荘（現・鎌倉文学館）

神奈川県鎌倉市と長野県軽井沢町に別荘を所有していたことでも知られる。鎌倉の別荘は、養父である前田利嗣が1890年（明治23年）に建てた和館を2度の再建を経て、利為が1936年（昭和11年）に改築した洋館である。戦後は、米国政府高官に提供され、デンマーク公使、佐藤栄作元首相に貸し出されたのち、1983年（昭和58年）に鎌倉市に寄贈され、鎌倉文学館として一般公開されている。この別荘は三島由紀夫の小説『春の雪』に登場する。軽井沢の別荘は、1926年（昭和元年）に建設された洋館である。1938年（昭和13年）には、近衛文麿首相が来日していたヒトラーユーゲントをこの別荘に招待し歓迎会を開いている。戦後米軍に接収され、ロバート・アイケルバーガー中将に別荘として提供された。その後の建物の状態については不明な点が多いが、化学繊維会社の所有となって現存しているとされる。この別荘は川端康成の小説『高原』に登場する。
長女の酒井美意子は、「やるせない懐かしさをもって戦前を思うとき、髣髴と浮かぶのは鎌倉と軽井沢の家と庭である。あの時代を語るとき、このふたつの別荘は切り離せないし、私の束の間の青春がそこに凝縮されてある」と随筆に記している。
前田侯爵家はそのほか金沢に別邸があり、北海道の牧場と山林、京都や朝鮮にも土地を所有していたという。

## 栄典
位階
- 1912年（明治45年）7月1日 - 従四位[20]
- 1917年（大正6年）7月10日 - 正四位
- 1923年（大正12年）7月20日 - 従三位
- 1937年（昭和12年）9月1日 - 従二位[21]
- 1942年（昭和17年）9月5日 - 正二位[22]

爵位
- 1900年（明治33年）6月21日 - 侯爵（襲爵）[23]

勲章等
| 受章年                   | 略綬 | 勲章名       | 備考 |
| ------------------------ | ---- | ------------ | ---- |
| 1914年（大正3年）5月16日 |      | 勲五等瑞宝章 |      |
| 1920年（大正9年）4月23日 |      | 勲四等瑞宝章 |      |
| 1928年（昭和3年）4月21日 |      | 勲三等瑞宝章 |      |
| 1933年（昭和8年）7月17日 |      | 紺綬褒章飾版 |      |
| 1941年（昭和16年）7月3日 |      | 紺綬褒章飾版 |      |

外国勲章佩用允許
| 受章年                    | 国籍             | 略綬 | 勲章名                                         | 備考 |
| ------------------------- | ---------------- | ---- | ---------------------------------------------- | ---- |
| 1914年（大正3年）9月18日  | ブルガリア王国   |      | 神聖アレキサンダル第五等勲章                   |      |
| 1917年（大正6年）10月15日 | イギリス帝国     |      | ミリタリィクロッス                             |      |
| 1919年（大正8年）1月22日  | イギリス帝国     |      | ヴィクトリア第三等勲章                         |      |
| 1919年（大正8年）1月22日  | イタリア王国     |      | 王冠第四等勲章                                 |      |
| 1919年（大正8年）1月22日  | ベルギー王国     |      | レオポール第四等勲章                           |      |
| 1919年（大正8年）1月22日  | フランス共和国   |      | レジオンドヌール勲章オフィシエー               |      |
| 1921年（大正10年）5月21日 | デンマーク王国   |      | ダネブログ勲章コンマンドールドラスゴンドクラス |      |
| 1924年（大正13年）5月27日 | フランス共和国   |      | レジオンドヌール勲章コンマンドール             |      |
| 1927年（昭和2年）2月4日   | ポーランド共和国 |      | ポルスキー勲章星章附コンマンドール             |      |

## 系譜
- 父：前田利昭 - 旧上野七日市藩第12代藩主
- 母：前田春子 - 旧伊勢崎藩主・酒井忠恒の八女
- 養父：前田利嗣 - 旧加賀藩前田家15代当主、侯爵
- 養母：前田朗子（さえこ） - 旧佐賀藩主・鍋島直大侯爵の長女
- 先妻：前田漾子（なみこ） - 前田利嗣の長女[32]
  - 長男：前田利建 - 旧加賀藩前田家第17代当主、侯爵。妻は侯爵黒田長禮の長女・政子。
  - 次男：前田利国
- 後妻：前田菊子 - 伯爵酒井忠興の次女
  - 長女：美意子 - 酒井忠元の妻
  - 次女：瑤子 - セミ・バランの妻
  - 三男：前田利弘 - 旧大聖寺藩前田家第16代当主、子爵。
  - 三女：弥々子
- 加賀藩第4代藩主・前田綱紀の昆孫に当たる。綱紀は利為の義父である利嗣（昆孫）と共通の先祖でもある。
前田綱紀―前田利章―前田利道―前田利幹―前田利豁―前田利昭―前田利為

## 伝記
- 『前田利為』（前田利為侯伝記編纂委員会）非売品、1986年。
- 『前田利為 軍人編』（前田利為侯伝記編纂委員会）非売品、1991年。
- 村上紀史郎『加賀百万石の侯爵　陸軍大将・前田利為』藤原書店、2022年。ISBN 978-4865783568